# Test Eleka
Test Eleka – test pozwalający wykryć zjadliwość szczepu maczugowca błonicy (Corynebacterium diphtheriae) przez sprawdzenie obecności toksyny błoniczej. Polega na nałożeniu paska bibuły nasączonego przeciwciałami przeciw toksynie błoniczej bezpośrednio na pożywkę z bakteriami. Obecność toksyny wywoła powstanie linii precypitacyjnej.